# Bradina cirrhophanes
Bradina cirrhophanes là một loài bướm đêm trong họ Crambidae.